# الأساطير الأرمنية

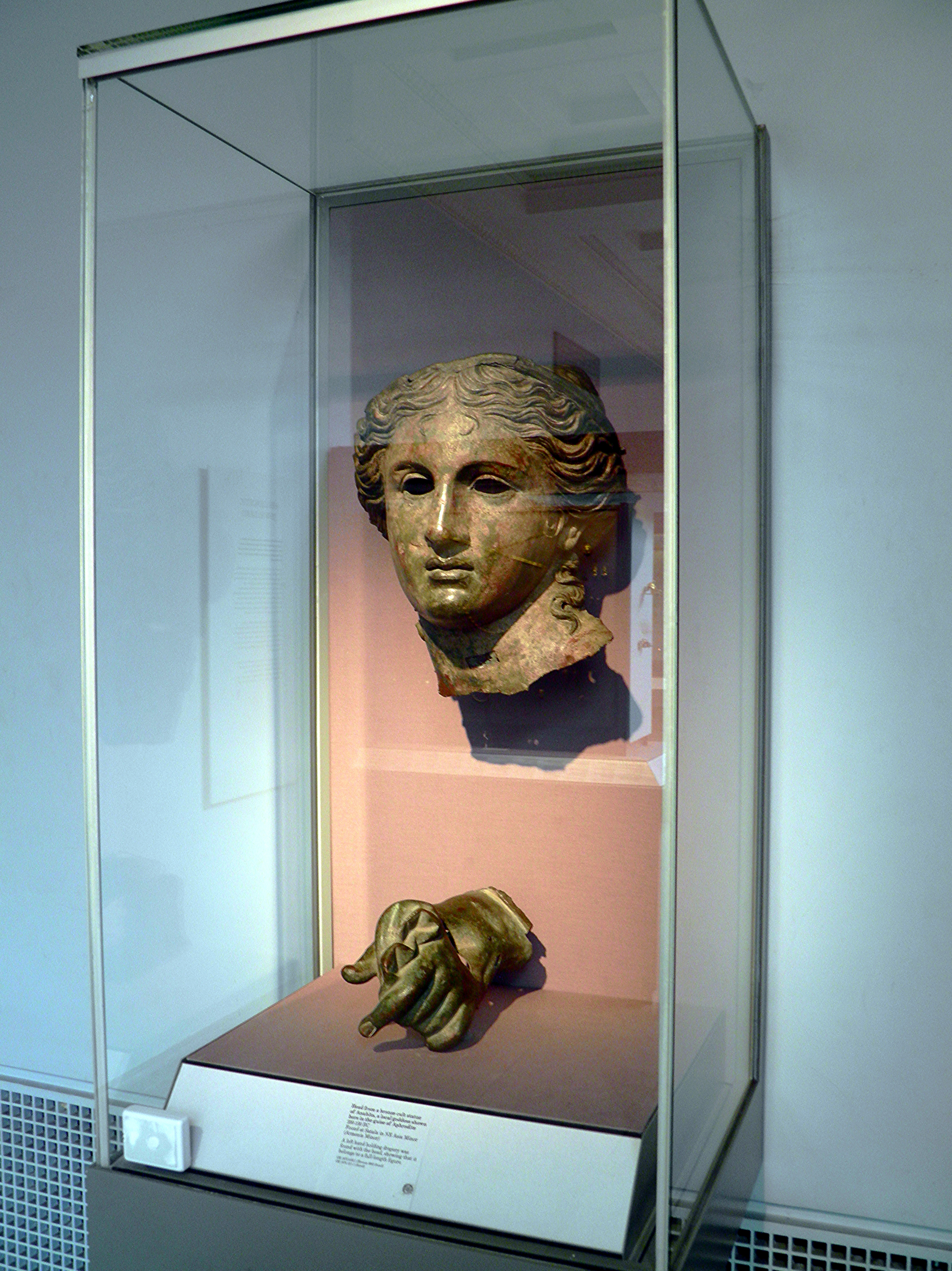
رأس ويد من البرونز للإلهة أناهيد.

يرجع أصل الأساطير الأرمنية إلى الأعراف الهندية الأوروبية العتيقة، لا سيما الأرمنية البدائية، وضمّنت تدريجياً آلهة ومعتقدات من الديانات الحيثية، والأورارتية، وديانة بلاد ما بين النهرين، والزرادشتية، والإغريقية.

## تشكل الأساطير الأرمنية
في البدء، عبد الأرمنيون البدائيون مَجمَع الآلهة الأرمنية، وارثين أسسهم الجوهرية من معتقدات الهنود الأوروبيين البدائيين وسكان المرتفعات الأرمنية الدينية وأساطيرهم. يميز المؤرخون مجموعة كبيرة من كلمات باللغة الهندية الأوروبية كانت تُستخدم في الشعائر الوثنية الأرمنية. يُعتقد أن أقدم الطوائف كانت تعبد خالقاً يُدعى آر (أو قد يكون آرا)، ويُجسد باعتباره الشمس (آريف أو آريج)؛ أطلق الأرمنيون القدماء اسم «أطفال الشمس» على أنفسهم. من بين أقدم أنماط العبادة المستمدة من الهنود الأوروبيين طوائف النسور والأسود والسماء.
قبل الميلاد، كان للزرادشتية تأثير كبير على الديانة الأرمنية. حتى أواخر الفترة الفرثية، وقتما تقيدت الأراضي الأرمنية بصيغة توفيقية من الزرادشتية، مزجت فيها المفاهيم الدينية الإيرانية مع المعتقدات الأرمنية التقليدية. مثلاً، استُبدل أرامازاد (الهيئة الفرثية لأهورا مازدا) بالإله الأعلى لمَجمَع الآلهة الأرمني، فاناتور. مع ذلك، حافظت النسخة الأرمنية من أرمازاد على الكثير من الجوانب الأرمنية الأصلية. بصورة مماثلة، استُبدلت أناهيد، التي قد تكون مستمدة من الإلهة الفارسية أناهيتا، بإلهة الخصوبة الأرمنية التقليدية نار، رغم أن الإلهة الأرمنية كانت مختلفة كلياً عن قرينتها الإيرانية.
في العصر الهلنستي (من القرن الثالث إلى القرن الأول ق.م)، رُبط الآلهة الأرمنيون القدماء بالآلهة الإغريق القدماء: رُبط أرامازاد بزيوس، وأناهيت بأرتميس، وفاهاغن بهرقل، وأستغيك بأفروديت، وناني بأثينا، وميهر بهيفيستوس، وتير بأبولو.
بعد الاعتناق الرسمي للمسيحية في القرن الرابع الميلادي، تحورت الأساطير والمعتقدات القديمة لتتحد بصورة أوثق مع المعتقدات المسيحية. تولت شخصيات الكتاب المقدس وظائف الآلهة والأراوح العتاق. مثل يوحنا المعمدان الذي ورث عدة خصائص من فاهاغن وتير، وأخذ كبير الملائكة جبرائيل بعض مقومات فاهاغن.
حُفظت معلومات أساسية حول الأعراف الوثنية الأرمنية في أعمال المؤلفين الإغريق القدماء مثل أفلاطون، وهيرودوت، وزينوفون، والعالم البيزنطي بروبوكيوس القيسراني، بالإضافة إلى كُتّاب أرمن قروسطيين مثل موفسيس خوريناتسي، وأغاثانغيلوس، وإزنيك الكولبي، وسيبيوس، وأنانيا شيراكاتسي، فضلاً عن حفظها في الروايات التراثية الشفوية.

## مَجمَع الآلهة
تبدّل مَجمَع آلهة أرمينيا قبل المسيحية عبر القرون. عُدّل مَجمع الآلهة، الأرمني الأصلي (من الهندية الأوروبية البدائية) في طبيعته، نتيجة التأثيرات الحيثية، والحورية – الأورارتية، والسامية، والإيرانية والإغريقية.
كان الاعتقاد بثلاثية حاكمة من الآلهة العليا فكرةً مشتركة شملت العديد أو جميع مجامع الآلهة الأرمنية، تضم عادةً رئيسًا، إلهًا خالقًا، وابنه إله الرعد، وإلهة أم.

### الأرمني الأول
يُعتقد أن هؤلاء الآلهة كانوا آلهة أرمن أصليين، عُبدوا في العصور الأولى من التاريخ الأرمني (الأرمنية البدائية). يُعتقد أن العديد منهم، إن لم يكن كلهم، مستمدون من الديانة الهندية الأوروبية البدائية. هناك تأثير مُحتمل نجومه عن المعتقدات الأصلية لسكان المرتفعات الأرمنية أيضًا.
- أريف (أريج) أو آر، إله الشمس، شبيه الإله الهندوسي رافي. ترجح معرفته باسم آرا أيضًا، أو أنه تطور إليه.
- أستغيك، شبيهة بإلهة بلاد ما بين النهرين إنانا، وتُربط بفينوس. إلهة خصوبة وزوجة الإله فاهاغن، وتتشارك معه معبدًا في مدينة أشتيشات. كانت عطلة فاردافار تكريمًا لأستغيك في الأصل. اسم « Astɫik » مستمد من كلمة astɫ «وتعني نجمة» من الكلمة الهندية الأوروبية البدائية *h₂stḗr مُضاف إليها اللاحقة التصغيرية الأرمنية –ik.[6]
- أيج، إلهة الفجر.[7]
- أنجيغ «الخفي» (يعني حرفيًا: «غير المرئي»)، إله العالم السفلي. كان معبد أنجيغ الأساسي متموضعًا في أنجيغ-تون (منزل أنجيغ)، التي من الممكن أنها منطقة موافقة لإينغالوفا في السجلات الحيثية وإنجيلين أو إنجيلينا في السجلات الإغريقية واللاتينية، يُرجح أنها قريبة من إكيل المعاصرة. ويُقارن بنرغال وهاديس.[8]
- تُرك أنجيغ، «هبة أنجيغ». ابن حفيد هايك. بطل وحشي وقبيح. رمى جلاميد هائلة ليغرق سفن العدو في البحر الأسود. يُعتبر صنوًا لثور وبوليفيموس وربما تارهوانا في بعض الأوقات.
- أمانور، «صاحب الفاكهة الجديدة» (إله العام الجديد، نافاسارد). ربما يكون هو نفسه الإله فاناتور وربما لا.[9]
- فاناتور، إما يعني «سيد فان» أو «منح المأوى»، كان فاناتور إله الضيافة. قد يكون هو أمانور نفسه، وقد لا يكون. جرت مساواته بأرامازاد وزيوس لاحقًا.
- نفراد (بالأرمنية الكلاسيكية: نوراد)، زوجة آرا. تُقارن بناني وإنانا (عشتار). من المرجح أنها تطورت إلى أناهيد.
- تسوفينار، «نار البحرية»، إلهة المياه والمحيط. قد تكون إلهة البرق أيضًا. أصبحت زوجة فاهاغن. ولعلها مرتبطة بإنارا.[10]
- أندنيان أوج، «ثعبان الأعماق» الذي يعيش في المياه السوداء المحيطة بشجرة العالم.[11]

### الهاياساني
في حين أن العلاقة الدقيقة بين مملكة هاياسا – آزي من العصر البرونزي والأرمن غير مؤكدة، يعتقد العديد من الباحثين بوجود صلة (قارن بين كلمة هاياسا والتسميات المحلية الأرمنية هاياستان وهاي). لا يُعرف الكثير عن مَجمَع الآلهة الهاياساني لكن تمكنت بعض الأسماء من البقاء عبر السجلات الحيثية. ربما تألفت الثلاثية الحاكمة من يو جور، وإنانا، وتارمور.
- يو جور، إله مَجمَع الآلهة الهاياساني الرئيس. يُمثله الإيديوغرام الإلهي يو جور في السجلات الحيثية، ما يكافئ الإله السومري نرغال. اسم هذا الإله غير معروف، لكن قد يكون أنجيغ، أو هايك، أو آر، أو شكل مختلف من الإله الحيثي سوليكات. لعله أبو تيريتيتونيس وتارومو. ربما يكون مرتبطًا بالإله السومري إيل (إيلكونيرسا في اللغة الحيثية).
- إنانا، زوجة إله الهاياسا الرئيس. اسمها، كزوجها، لم ينجُ، لكن خُمن أنها صورة مبكرة لأناهيد، ورُبطت بالإلهة الحيثية أسيرتو.[12]
- تيريتيتونيس، قد يكون صورة مبكرة لفاهاغن.
- تارومو، الإله السادس في مَجمَع الآلهة الهاياساني. لعله ذو صلة بتارهو.[13]
- بالتايك، إلهة من الممكن أنها ذات صلة بالإلهة بعلات (عشتروت) في اللغة السامية الغربية، مضافًا إلى اسمها اللاحقة التصغيرية الأرمنية –ik (كالاسم الحالي للإلهة «أستغيك»).
- إزيستانوس، إعادة بناء مُقترحة لاسم تالف « s/t-an-nu-us». ربما يكون نسخة عن الإله الحيثي إيستان (إزي إيستان: «وتعني إيستان الطيب»).
- أوناج أستواس أو أوناجاستاس، إله مذكور في المعاهدة مع الحيثيين، لكنه سماته مجهولة. من المرجح أنه متصل، من ناحية علم أصول الكلمات، بأستفاتس (بالأرمنية الكلاسيكية: أستواس)، اسم للرب ما زال مُستخدمًا اليوم في المسيحية الأرمنية. قد يكون شكلًا للإله السوبارتوي أستوفانو (أستوبينو)، الذي يُعتبر مكافئًا للإله السومري نينورتا.[14]

### الأورارتي
مُعظم آلهة المَجمَع الأورارتي مُستعار من الحيثية واللوفيونية والحورية والسامية، وربما من ديانات أرمنية وهندية إيرانية.
- هالدي أو خالدي، الإله الرئيس للمَجمَع الأورارتي. إله أكادي (باسم قد يكون أرمنيًا أو إغريقي – أرمني، شبيه بهيليوس) لم يُدخل إلى مَجمَع الآلهة الأورارتي حتى عهد إيشبويني. شكّل ثلاثيًا مع ابنيه أرتينيس وتيشيبا. يُعتبر مساويًا لبعل وميترا/ميهر. ويُربط أحيانًا بهايك.
- أروباني، زوجة خالدي. إلهة الخصوبة والفنون. قد تكون هيئة مبكرة لأناهيد.[1]
- باغفارتي أو باغماشتو (باغبارتو)، زوجة خالدي. ربما هي شكل إقليمي مختلف (ذو أصول أرمنية أو هندية إيرانية) من أروباني، أو ربما إلهة مختلفة كليًا.
- ثئيسباس أو تيشيبا، إله العواصف، ابن خالدي، الذي شكل معه الثلاثية الحاكمة للآلهة. شكل مختلف من الإله الحوري تيشوب.
- شيفيني أو أرتينيس، إله الشمس، ابن خالدي، الذي شكل معه الثلاثي الحاكم للآلهة. من الإله الهندي الأوروبي البدائي والحيثي سيو (قارنه مع زيوس، وديوس، إلخ.). أرتينيس هو شكله الأرمني، يعني حرفيًا «إله الشمس» ومن الممكن أنه متصل بآرا.[1]
- سيلاردي، إلهة القمر. ربما هي أخت أرتينيس (من الكلمات الأرمنية: سيلا التي تعني أخت، أردي وتعني إله).
- ساريس، قد يكون تشويهًا لاسم عشتار.
- هوبا، زوجة ثئيسباس. نسخة عن هيبات.

## الوحوش والأرواح
- أراليز ؛ أقدم الآلهة في البانتيون الأرمني، أراليز هي مخلوقات شبيهة بالكلاب مع قوى لإنعاش المحاربين الذين سقطوا ، وإحياء الموتى عن طريق لعق جروحهم.

## الأبطال والملوك الأسطوريون
- آرا الوسيم ابن ارام. محارب وسيم قُتل في حرب ضد سميراميس، في بعض الإصدارات أعيد إلى الحياة بصلواتها. من المحتمل أن تكون في الأصل نسخة شخصية لإله الشمس آر، والذي من المحتمل أن يكون مذكور في عصر أورارتو في باب Meher.[15]